# فيسك كيمبل
فيسك كيمبل (بالإنجليزية: Fiske Kimball)‏ هو أمين متحف وأستاذ جامعي ومؤرخ ومهندس معماري أمريكي، ولد في 8 ديسمبر 1888 في نيوتن في الولايات المتحدة، وتوفي في 15 أغسطس 1955 في ميونخ في ألمانيا.

## وصلات خارجية
- فيسك كيمبل على موقع الموسوعة البريطانية (الإنجليزية)